# Tami Fischer

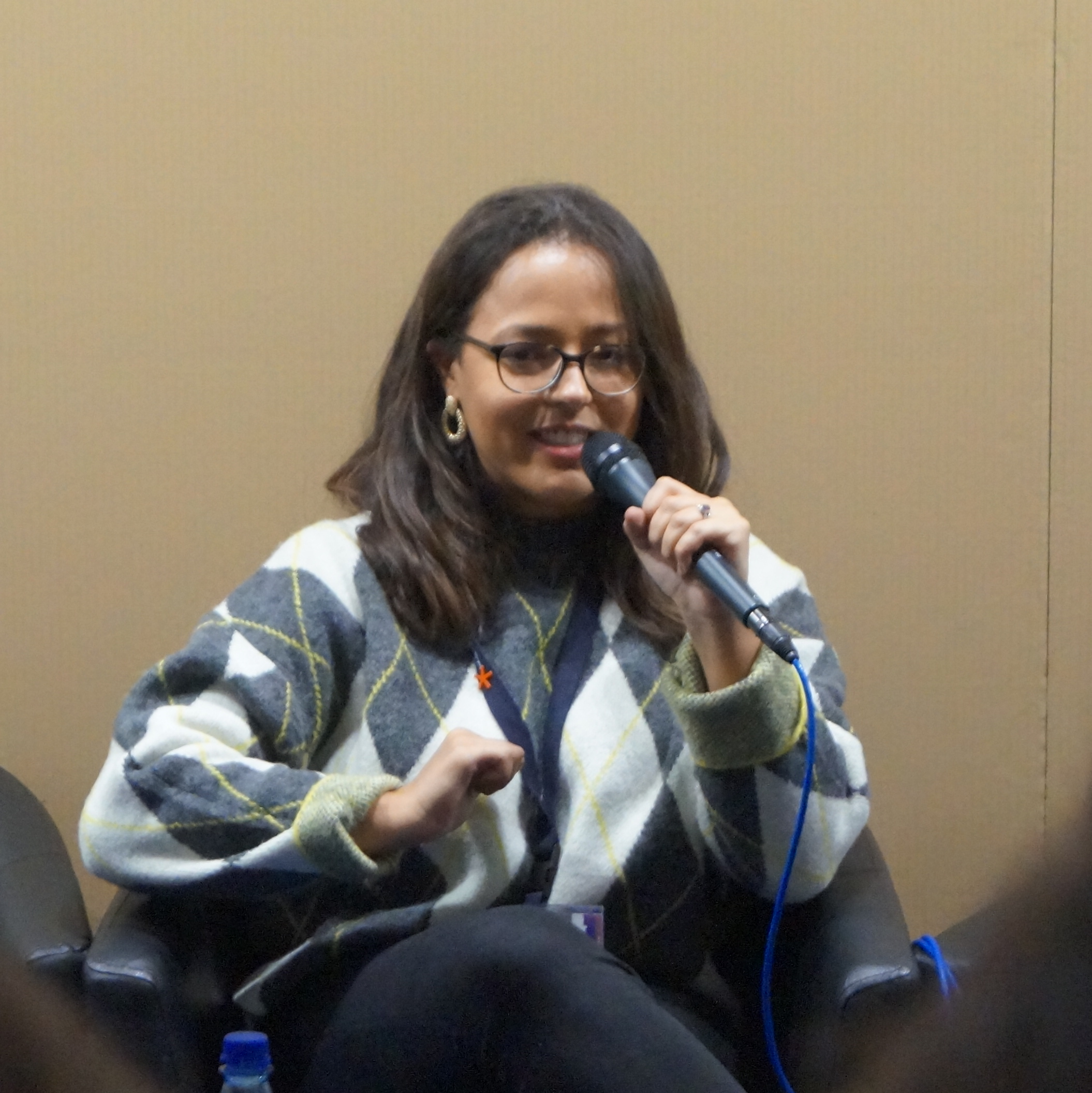
Tami Fischer präsentiert Burning Bridges auf der Frankfurter Buchmesse 2019

Tami Fischer, eigentlich Tamara Fischer, (* 9. Oktober 1996) ist eine deutsche Autorin und Sprecherin.

## Leben
Fischer wuchs in Hessen auf und absolvierte eine Ausbildung zur Buchhändlerin.
Ihre beim Knaur Verlag veröffentlichten Bücher Burning Bridges, Sinking Ships, Hiding Hurricanes und Crushing Colors sowie ihr beim Piper-Verlag veröffentlichtes Buch A Whisper of Stars kamen alle auf die Spiegel-Bestsellerliste.
Mit Burning Bridges gewann sie 2019 den LovelyBooks Leserpreis in der Kategorie Deutschsprachiges Debüt.

## Werke
- Burning Bridges. Roman (Fletcher University 1) Knaur, 2019, ISBN 9783426524572
- Sinking Ships. Roman (Fletcher University 2) Knaur, 2019, ISBN 3426524961
- Hiding Hurricanes. Roman (Fletcher University 3) Knaur, 2020, ISBN 3426525542
- Moving Mountains. Roman (Fletcher University 4) Knaur, 2021, ISBN 9783426527047
- Crushing Colors, Roman (Fletcher University 5) Knaur, 2022, ISBN 9783426527054
- Erwacht. Roman (A Whisper of Stars 1) Piper, 2021, ISBN 9783492705493
- Verraten. Roman (A Whisper of Stars 2) Piper, 2022, ISBN 9783492705929
- Pretty Scandalous – Heißer als Rache Roman (Manhattan-Elite-Reihe 1) Blanvalet, 2024, ISBN 9783734112638
- Pretty Savage – Süßer als Verrat Roman (Manhattan-Elite-Reihe 2) Blanvalet, 2024, ISBN  978-3-7341-1264-5